# Linouse Desravine
Linouse Desravine (ur. 10 lutego 1991 w Cap-Haïtien) – haitańska sportsmenka, zawodniczka judo. Zwykle występuje w kategorii do 52 kilogramów. Uczestniczka Letnich Igrzysk Olimpijskich 2012, gdzie zajęła siedemnaste miejsce w wadze półlekkiej. Brązowa medalistka Igrzysk Ameryki Środkowej i Karaibów 2010 i 2014.
Chorąży reprezentacji na igrzyskach 2012 roku.